# 자유의 환상
자유의 환상(Le Fantome De La Liberte, The Phantom Of Liberty)은 프랑스, 이탈리아에서 제작된 루이스 부뉴엘 감독의 1974년 코미디, 드라마 영화이다. 장 클로드 브리알리 등이 주연으로 출연하였고 세르지 실버맨 등이 제작에 참여하였다. 비선형 서사 구조로 되어 있다.

## 출연

### 주연
- 장 클로드 브리알리

### 조연
- 아돌포 셀리
- 미첼 피콜리
- 모니카 비티

## 제작진
- 미술: 피에르 구프로이
- 의상: 자클린 구욧